# Rajasthani
Cette page contient des caractères spéciaux ou non latins. S’ils s’affichent mal (▯, ?, etc.), consultez la page d’aide Unicode.
Le rajasthani (राजस्थानी Rājasthānī) est une langue parlée au Rajasthan (en Inde et au Pakistan) par environ 20 millions de locuteurs (ou 50 millions si on y inclut le marwari qui n'a pas de statut officiel). Elle était autrefois définie comme la variété occidentale du hindi. Elle appartient au sous-groupe indo-aryen de la branche indo-iranienne des langues indo-européennes.
En Inde, la langue est écrite avec l’alphasyllabaire devanagari ; au Pakistan où la langue est minoritaire, elle est transcrite dans l’écriture perso-arabe, dans le même alphabet modifié que celui utilisé pour le sindhi (qui s’écrit aussi dans les deux écritures).